# Asamblea Popular
Para la coalición de partidos de izquierda surgida en 2013 y que incluye a Asamblea Popular, véase Unidad Popular
Asamblea Popular es un partido político uruguayo fundado en el año 2006, que actualmente integra la coalición política Unidad Popular.
Se presenta como una alternativa de izquierda inconforme con el Frente Amplio, al que consideran que ha virado en la década de 2000 hacia posiciones políticas de centro.

## Historia
El partido político de izquierda denominado Asamblea Popular surge el 21 de abril del 2006 por iniciativa de varios grupos y personalidades de izquierda, al buscar una defensa más estricta de sus ideales izquierdistas y tras no sentirse representados por el principal partido de izquierda uruguayo, el Frente Amplio. En sus lineamientos ideológicos, Asamblea Popular afirma ser «la verdadera izquierda del Uruguay» y estar «orgullosos de ser de izquierda, de mantener los principios y la dignidad ante el imperio, la derecha y los explotadores».

«El gobierno seudo izquierdista del Frente Amplio, nos quiere convencer que el Uruguay está mejor, cuando el 70 % de los trabajadores gana menos de 12 000 $ datos que surgen por que no tienen que pagar IRPF, el sueldo mínimo está en 6000 $ cuando la canasta básica familiar está en casi 50000 $, con jubilaciones que dan un promedio de 5000 $, con niños y adultos durmiendo en las calles, con la entrega total a las multinacionales y permitiendo que contaminen todo lo que quieran, nos quieren convencer, pero la realidad de la pobreza crece, se ve, se palpa y se sufre. Y los militares torturadores y asesinos siguen sin juzgarse».
Fuente: sitio oficial de Asamblea Popular.

Posteriormente se incorpora el Movimiento 26 de Marzo, escindido del Frente Amplio en marzo de 2008 por diferencias sobre la conducción y la ideología del gobierno; el maoísta Partido Comunista Revolucionario, el Partido Humanista, escindidos de la Corriente de Izquierda como Helios Sarthou, y otras organizaciones de izquierda.
Entre otros grupos que la integran se encuentran el Movimiento de Defensa de los Jubilados y varias agrupaciones departamentales escindidas del Frente Amplio, como "Avanzar" de San José, "Acción Popular", de Paysandú, y agrupamientos de Canelones, Maldonado, Las Piedras, Rocha y Florida. También lo integran el Partido Bolchevique del Uruguay y Refundación Comunista.

### Comparecencia electoral
El 14 de marzo de 2009, Asamblea Popular proclamó a Raúl Rodríguez Leles da Silva como único precandidato a la Presidencia de la República y a Delia Villalba como precandidata a vicepresidente para las elecciones internas de 2009.
Asamblea Popular es uno de los cinco habilitados para las elecciones presidenciales y legislativas de octubre de 2014.
El principal sector político que integra esta agrupación, el 26 de marzo, mantuvo un litigio con el Frente Amplio ante la Corte Electoral por el uso de dicho lema, aunque finalmente la Corte habilitó a los primeros a su uso.

## Actualidad

Desde abril de 2013, Asamblea Popular integra la coalición Unidad Popular.

En abril de 2013 se anunció que Asamblea Popular integra una coalición de partidos de izquierda llamada "Unidad Popular" que se presentará a las elecciones internas de 2014. Dicha coalición está formada por Asamblea Popular, Movimiento 26 de Marzo (lista 326), Partido Comunista Revolucionario (lista 960), Movimiento de Defensa de los Jubilados (Modeju lista 3060), Movimiento Avanzar (lista 13013), Partido Humanista (lista 1969), Agrupación Nacional ProUNIR, Partido Bolchevique del Uruguay (PBU lista 6464), Refundación Comunista, Intransigencia Socialista y Partido Obrero y Campesino del Uruguay (POyCU). El candidato por esta coalición es el historiador Gonzalo Abella

## Referentes
Uno de sus más destacados referentes fue el exlegislador y abogado laboralista Helios Sarthou, fallecido en 2012. Otros son el del Diputado por Montevideo Eduardo Rubio y el candidato presidencial de 2009, Raúl Rodríguez da Silva.